# Buyeo (langue)
Ne doit pas être confondu avec Langues buyeo.
Le buyeo, puyŏ ou buyeoan est l'ancienne langue présumée du royaume de Buyeo. Elle n'est pas attestée et très peu décrite.

## Classification
Selon d'anciens textes chinois, les langues de Buyeo, d'Okjeo, de Dongye et de Goguryeo étaient semblables entre-elles et différentes de celles des Yilou, des Mohe (peuples toungouses), et des Samhan (au Sud de la Corée). Ces langues ont donc été regroupées en langues buyeo.
La théorie la plus soutenue sur l'origine des langues buyeo, est qu'il s'agissent de langues coréaniques. Une autre théorie sur leur origine est la parenté avec les langues japoniques, dont les langues buyeo constitueraient la branche continentale. Cette théorie est controversée. Le principal argument réside dans la liste des noms de lieux du chapitre 37 du Samguk sagi, qui comporte des toponymes dans les territoires au centre et au Sud de la Corée conquis par Silla, dont certains ressemblant aux langues japoniques. Cet argument est critiqué par le fait que le cœur historique de Goguryeo ne contient pas ou peu de toponymes d'origine japonique. Selon Whitman (2011), ces toponymes sont le reflet de la langue japonique qui était parlée à cet endroit là (pseudo-koguryŏ), et pas la langue de Goguryeo elle-même. De plus, des langues anciennement parlées en Mandchourie (jurchen et khitan, par exemple) contiennent des emprunts d'origine coréanique. Une minorité soutient que les langues buyeo sont des langues toungouses.
D'autres auteurs pensent que les langues buyeo étaient intermédiaires en certains aspects entre les langues coréaniques et japoniques,,.
Cependant, Janhunen (2005) pense que les descriptions chinoises sont insuffisantes pour établir une relation linguistique entre les langues buyeo. Il affirme donc que le buyeo est une langue amourique, c'est-à-dire une langue de la même famille de langues que le nivkhe. Il liste donc plusieurs emprunts possibles des langues jurcheniques au nivkhe :
- le mot 'or' : en mandchou aisin, emprunté au buyeo *aysVn (en nivkhe moderne : ays/ng)
- le mot 'cochon' : en mandchou ulgiyan, emprunté au buyeo *ulgVn (en nivkhe moderne : olghong)
- le mot 'cent' : en mandchou tanggû, emprunté au buyeo *-tangkV (en nivkhe moderne : ny-rhangq)

Beckwith (2005) considère que cette hypothèse est improuvée et maintient que le koguryŏ et le puyŏ sont liés.

## Histoire
Martine Robbeets (2020), qui soutient une origine japonique, propose des subdivisions à ce groupe. Cette langue appartiendrait au sous-groupe macro-buyeo, conjointement avec le sous-sous-groupe macro-goguryeo, constitué du goguryeoan, du baekjean et de l'okjeo. Ainsi, selon elle, le puyŏ aurait émergé au Ier siècle et aurait été remplacé par le koguryŏ au VIe siècle.
Sean Kim (2020) suggère que le buyeo a émergé du ye-maek plus tôt, au cours du IIe siècle avant J.-C., puis aurait survécu plus au Nord après l'invasion du royaume de Buyeo par Goguryeo, puis aurait été remplacé par le balhae (la langue présumée du royaume de Balhae) au début du IXe siècle.

## Description
Le chapitre 30 des Chroniques des Trois Royaumes ("Description des Barbares Orientaux") décrit une enquête de la Chine sous la dynastie Wei après une défaite contre le royaume de Goguryeo en 244. Ce chapitre décrit le mot en buyeoan pour un membre de la noblesse uniquement subordonné au roi. Ce mot est 加, il est prononcé kai en chinois han tardif,. Il a été comparé à un mot du Samguk sagi 皆/皆次, prononcé kɛj/kɛjtshijH  en chinois médiéval et kay/kaycha en sino-coréen, signifiant "roi"; et au mot baekjean pour "dirigeant" cité dans le Nihon Shoki prononcé  ki1si.